# Carica goudotiana
Carica goudotiana là một loài thực vật có hoa trong họ Caricaceae. Loài này được (Triana & Planch.) Solms mô tả khoa học đầu tiên năm 1889.